# Liste der Baudenkmäler in Voerde (Niederrhein)
Die Liste der Baudenkmäler in Voerde (Niederrhein) enthält die denkmalgeschützten Bauwerke auf dem Gebiet der Stadt Voerde (Niederrhein) im Kreis Wesel in Nordrhein-Westfalen (Stand: August 2020). Diese Baudenkmäler sind in der Denkmalliste der Stadt Voerde (Niederrhein) eingetragen; Grundlage für die Aufnahme ist das Denkmalschutzgesetz Nordrhein-Westfalen (DSchG NRW).

| Bild                                                                                   | Bezeichnung                                                                             | Lage                                                          | Beschreibung | Bauzeit               | Eingetragen seit | Denkmal- nummer |
| -------------------------------------------------------------------------------------- | --------------------------------------------------------------------------------------- | ------------------------------------------------------------- | --- | --------------------- | ---------------- | --------------- |
|                                                                                        | Ehemaliges Rathaus, Seniorenzentrum                                                     | Frankfurter Straße 367, Voerde                                | |                       |                  | 1               |
|                                                                                        | Ehemaliges Bürgermeisterhaus, Seniorenzentrum                                           | Frankfurter Straße 369, Voerde                                | |                       |                  | 2               |
|                                                                                        | Altes Rathaus „Lindenwirtskate“ Seniorenzentrum                                         | Frankfurter Straße 371, Voerde                                | |                       |                  | 3               |
| Haus Voerde, WasserschlossStandesamt, Restaurant                                       | Haus Voerde, Wasserschloss Standesamt, Restaurant                                       | Allee 65, Voerde Karte                                        | |                       | 1984             | 5               |
| BW                                                                                     | Franzosenfriedhof (Ausländerfriedhof)                                                   | Friedrichsfeld Am Franzosenfriedhof, Alte Hünxer Straße Karte | |                       |                  | 6               |
| Ehrenmal                                                                               | Ehrenmal                                                                                | Friedrichsfeld Am Franzosenfriedhof, Alte Hünxer Straße Karte | Ehrenmal auf dem Franzosenfriedhof | 1916                  |                  | 24              |
| BW                                                                                     | Offizierspark (Bürgerpark) mit                                                          | Friedrichsfeld Eichenweg, Bürgerpark Friedrichsfeld Karte     | |                       |                  | 7               |
| Ehrenmal für die Gefallenen der Kriege 1864/66 (Postament mit Adler)                   | Ehrenmal für die Gefallenen der Kriege 1864/66 (Postament mit Adler)                    | Friedrichsfeld Eichenweg, Bürgerpark Friedrichsfeld Karte     | |                       |                  | 8               |
| Ehrenmal für die Gefallenen der Kriege 1870/71 (Postament mit Löwe)                    | Ehrenmal für die Gefallenen der Kriege 1870/71 (Postament mit Löwe)                     | Friedrichsfeld Eichenweg, Bürgerpark Friedrichsfeld Karte     | |                       |                  | 25              |
| Haus Götterswick, ehemalige Wasserburg, Pfarrhaus                                      | Haus Götterswick, ehemalige Wasserburg, Pfarrhaus                                       | Oberer Hilding 10, Götterswickerhamm Karte                    | |                       |                  | 9               |
|                                                                                        | Evangelische Pfarrkirche Voerde                                                         | Grünstraße 1, Voerde                                          | |                       |                  | 10              |
|                                                                                        | Grabmal „Antoinette F. Tendering“                                                       | Grünstraße 1 (Friedhof), Voerde                               | |                       |                  | 11              |
|                                                                                        | Grabmal „Betti Tendering“                                                               | Grünstraße 1 (Friedhof), Voerde                               | |                       |                  | 12              |
|                                                                                        | Grabmal „Caroline Tendering“                                                            | Grünstraße 1 (Friedhof), Voerde                               | |                       |                  | 13              |
|                                                                                        | Grabmal „Adolphine Iodoca ... v. Wittenhorst-Sonsfeld,“                                 | Grünstraße 1 (Friedhof), Voerde                               | |                       |                  | 14              |
|                                                                                        | Grabmal „Christian Carl Tendering“                                                      | Grünstraße 1 (Friedhof), Voerde                               | |                       |                  | 15              |
|                                                                                        | Grabmal „Elisabeth Gustava ... v. Plettenberg“                                          | Grünstraße 1 (Friedhof), Voerde                               | |                       |                  | 31              |
|                                                                                        | Grabmal „Gustav u. Elisabeth von Plettenberg-Mehrum“                                    | Grünstraße 1 (Friedhof), Voerde                               | |                       |                  | 32              |
|                                                                                        | Grabmal „Udo Freiherr von Plettenberg“                                                  | Grünstraße 1 (Friedhof), Voerde                               | |                       |                  | 33              |
| Haus Wohnung, ehemalige Wasserburganlage(Ensemble mit Vorburg, Mühlengebäude und Park) | Haus Wohnung, ehemalige Wasserburganlage (Ensemble mit Vorburg, Mühlengebäude und Park) | Frankfurter Straße 433, Möllen Karte                          | | vor 1327              |                  | 16              |
|                                                                                        | Evangelisches Pfarrhaus                                                                 | Grünstraße 1, Voerde                                          | |                       |                  | 17              |
| Turm „Haus Storchennest“(ehemalige Turmwindmühle)Wohnhaus                              | Turm „Haus Storchennest“ (ehemalige Turmwindmühle) Wohnhaus                             | Dammstraße 1, Götterswickerhamm Karte                         | |                       |                  | 18              |
| Evangelische Kirche Götterswickerhamm                                                  | Evangelische Kirche Götterswickerhamm                                                   | Götterswickerhamm Dammstraße Karte                            | Die Gründung der Kirche geht auf das Jahr 1000 zurück. Die ältesten, heute noch erhaltenen Bauteile stammen aus dem 11.-12. Jahrhundert. Der Turm wurde um 1350 errichtet.                                                          | ~ 11.-12. Jahrhundert |                  | 19              |
| BW                                                                                     | Orgel                                                                                   | Götterswickerhamm Dammstraße, Götterswickerhamm Karte         | Spätromantische Orgel der Schwelmer Firma Faust. Die Orgel wurde zwischen 1993 und 1995 restauriert. | 1933                  |                  | 20              |
| Katholische Pfarrkirche Sankt Peter                                                    | Katholische Pfarrkirche Sankt Peter                                                     | Mehrumer Straße, Spellen                                      | |                       |                  | 21              |
| Evangelische Pfarrkirche und historische Ausstellungsstücke                            | Evangelische Pfarrkirche und historische Ausstellungsstücke                             | Spellen Friedrich-Wilhelm-Straße, Spellen                     | |                       |                  | 22              |
|                                                                                        | Schwengelpumpe (vor dem alten Pastorat)                                                 | Mehrumer Straße 11, Spellen                                   | |                       |                  | 23              |
|                                                                                        | Ehrenmal (neben dem ehemaligen Rathaus)                                                 | Frankfurter Straße, Voerde                                    | |                       |                  | 26              |
| BW                                                                                     | Soldatenfriedhof                                                                        | Friedhofstraße, Voerde Karte                                  | Ehrenfriedhof auf einen ehemaligen Acker des Voshalshofes. Hier wurden von den Amerikanern 618 deutsche gefallene Soldaten beerdigt. Heute liegen hier 889 Gefallene. Die Kreuze aus Ruhrsandstein wurden 1963 errichtet.           | 1945                  |                  | 27              |
|                                                                                        | Kriegerdenkmal                                                                          | Lübdingstraße, Löhnen                                         | |                       |                  | 28              |
|                                                                                        | Ehemalige Schule Wohnhaus                                                               | Rahmstraße 199, Möllen                                        | |                       |                  | 29              |
|                                                                                        | Grabmal „Elisabeth Kampen“                                                              | Friedrich-Wilhelm-Straße (evangelischer Friedhof), Spellen    | |                       |                  | 30              |
|                                                                                        | Grabmal „Familie Hink“                                                                  | Friedrich-Wilhelm-Straße (evangelischer Friedhof), Spellen    | |                       |                  | 35              |
|                                                                                        | Grabmal „Familie Sandbach“                                                              | Friedrich-Wilhelm-Straße (evangelischer Friedhof), Spellen    | |                       |                  | 36              |
| BW                                                                                     | „Gerichtslinde“ mit umgebenden Freiraum, Hügel und Grabmalen                            | Unterer Hilding, Götterswickerhamm Karte                      | Ehemalige Schöffengerichtsstätte der Bauernschaften Götterswickerhamm, Mehrum, Löhnen, Voerde und Möllen auf einem alten Thingplatz. Zum Denkmal gehören die Gerichtslinde mit Hügel und umgebendem Freiraum sowie zwei Grabsteine. |                       |                  | 34              |
|                                                                                        | Katholische Pfarrkirche Sankt Barbara                                                   | Königsberger Straße, Möllen                                   | |                       |                  | 37              |
|                                                                                        | Evangelische Kirche                                                                     | Auf dem Bünder, Möllen                                        | |                       |                  | 38              |
|                                                                                        | Wasserpumpe                                                                             | Boltraystraße, Spellen                                        | |                       |                  | 39              |
|                                                                                        | Wasserpumpe                                                                             | Rheinstraße 241, Spellen                                      | |                       |                  | 40              |
| BW                                                                                     | Splitterbunker                                                                          | Friedrichsfeld Schleuse Friedrichsfeld Karte                  | Einmannbunker an der Schleuse. | ~ 1940                |                  | 41              |
|                                                                                        | Ehemaliger Bahnhof mit Stellwerk Wohnhaus                                               | Friedrichstraße 3 und 3a, Möllen                              | |                       |                  | 42              |
| Wassersammelbehälter (Zisternen) Nord und Süd                                          | Wassersammelbehälter (Zisternen) Nord und Süd                                           | Am Industriepark, Friedrichsfeld                              | |                       |                  | 43              |
|                                                                                        | Sockel des Kaiser-Wilhelm-Denkmals                                                      | Parkanlage "Haus Voerde"                                      | |                       |                  | 44              |